# Phare Triton
Le phare Triton (en anglais : Triton Light) , est un phare monument situé sur la digue de l'Académie navale d'Annapolis, dans le comté d'Anne Arundel au Maryland, à l'embouchure du fleuve Severn et du port d'Annapolis. Il a été donné à l'Académie et baptisé du nom du dieu grec Triton par la classe de 1945. Il ne s'agit pas seulement d'un élément important de la culture et des traditions de l'Académie navale, il constitue également un point de navigation fiable dans le port d'Annapolis.

## Historique
Environ un an après l’installation de la lumière au sommet d'un petit monument de 7,5 m, l'USS Triton a achevé sa circumnavigation historique submergée durant l'opération Sandblast. Compte tenu de la coïncidence des noms, l’équipage de Triton a fourni des échantillons d’eau des 22 mers traversées par leur sous-marin nucléaire, qui ont servi à remplir un globe construit à la lumière.
Les caractéristiques de ce feu sont FI(4+5) G 30s, c’est-à-dire un bref feu vert de 0,3 seconde clignotant 4 fois, puis 5 fois, toutes les 30 secondes. Les caractéristiques de la séquence de chiffres impairs sont uniques, un honneur de commémorer la classe de 1945.
La digue sur la rivière Severn allant du phare Triton au nord-ouest jusqu'à la fin du chemin Simms à College Creek mesure exactement un demi-mille marin. Elle est donc fréquemment utilisée pour calibrer les instruments de vitesse sur des bateaux.

## Caractéristiques dufeu maritime
Fréquence : 30 secondes (G)
- Lumière : 0,3 seconde
- Obscurité : 1,3 seconde
- Lumière : 0,3 seconde
- Obscurité : 1,3 seconde
- Lumière : 0,3 seconde
- Obscurité : 1,3 seconde
- Lumière : 0,3 seconde
- Obscurité : 3,4 secondes
- Lumière : 0,3 seconde
- Obscurité : 1,3 seconde
- Lumière : 0,3 seconde
- Obscurité : 1,3 seconde
- Lumière : 0,3 seconde
- Obscurité : 1,3 seconde
- Lumière : 0,3 seconde
- Obscurité : 1,3 seconde
- Lumière : 0,3 seconde
- Obscurité : 14,8 secondes

Identifiant : USCG : 2-19780 ; Amirauté : J2210.

Académie navale.
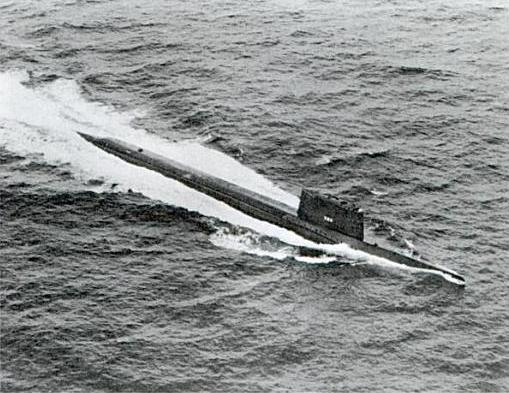
USS Triton.

### Lien connexe
- Liste des phares du Maryland